# Giovanni Rustici
Giovanni Rustici (Corniglio, 2 febbraio 1823 – Russia, agosto-dicembre 1863) è stato un patriota italiano, componente della spedizione dei Mille.

## Biografia
Dopo essersi laureato in legge all'Università di Parma esercitò per qualche anno l'avvocatura. Quando Carlo Alberto di Savoia chiamò gli italiani a combattere  per liberare l'Italia dagli austriaci si arruolò volontario e in aprile del 1848 si aggregò alla colonna parmense per raggiungere Valeggio, dove era stanziato il quartier generale piemontese.
Il suo battesimo del fuoco avvenne il 28 aprile e due giorni dopo prese parte alla battaglia di Pastrengo, meritandosi una citazione all'ordine del giorno per aver fatto prigionieri con  altri soldati cinquanta austriaci. Il 28 luglio, sull'altopiano di Sona nei pressi di Verona, durante un violento attacco austriaco rimase ferito alla mano sinistra. Fu soccorso e portato a Peschiera del Garda, da dove raggiunse poi Novara. Scelse di rimanere in esilio nello Stato piemontese e nel 1851 andò a vivere in Sardegna, guadagnandosi da vivere con lavori saltuari.
Quando seppe che in Polonia erano iniziati dei moti rivoluzionari, partì da Cagliari e raggiunse Istanbul, da dove si diresse verso lo stato polacco. Si fermò per qualche tempo a Varna in Bulgaria, dove lavorò come garzone di stalla per racimolare un po' di denaro. I moti polacchi non ebbero seguito e decise di tornare a Istanbul. Fece il garzone di cucina in una bettola di Beyoğlu (nei pressi di Istanbul) poi aprì una drogheria che però non ebbe fortuna. Decise allora di rientrare in Italia. Sbarcato a Genova nel 1855, ebbe notizia che sui monti del parmense era scoppiata un'epidemia di colera e non esitò ad accorrervi, prestando il suo aiuto con grande generosità.
Quando riprese la seconda guerra di indipendenza, nel 1859 ripartì come volontario. Il 15 aprile si arruolò nella 21ª Compagnia dei Cacciatori delle Alpi. Al seguito di Garibaldi partecipò alla battaglia di Varese, dove venne colpito a un polpaccio da una fucilata. Scrisse a un amico: - "per darti un'idea del fuoco che abbiamo sostenuto ti basti sapere che i nostri cappotti sono quasi tutti traversati da palle, e che il mio conta quattro buchi". Seppur convalescente, seguì Garibaldi in Sicilia, risalendo poi la penisola. Nella battaglia del Volturno fu in prima linea con la 21ª Compagnia comandata da Nino Bixio. Gli uomini di Bixio si batterono sulle postazioni di Maddaloni. Rustici fu ferito sotto un'ascella da un colpo di baionetta e perdette molto sangue.
Terminata l'impresa garibaldina tornò a Corniglio. Nel marzo 1863 venne a conoscenza che i polacchi erano di nuovo insorti contro lo zar Alessandro II. Lasciò Corniglio per aggregarsi ad un gruppo di volontari in partenza verso la Polonia, quasi tutti bergamaschi, comandati da Francesco Nullo. Durante uno scontro in Galizia, Nullo cadde in un'imboscata e morì combattendo come molti dei suoi, mentre Rustici e altri furono fatti prigionieri e deportati in Russia. Di lui non si seppe più nulla, ma si presume sia morto tra agosto e dicembre di quell'anno.

## Intitolazioni
La città di Parma gli ha dedicato "viale Rustici", un tratto del Lungoparma tra Ponte Dattaro e Ponte Italia. Questo viale, che fiancheggiava l'ex campo di Marte, fu costruito negli anni 1845-47 da Maria Luigia, unitamente al muraglione innalzato per proteggere la sponda destra dalle piene del torrente Parma. In precedenza senza nome, fu intitolato a Giovanni Rustici nel 1902, durante l'amministrazione del sindaco Giovanni Mariotti.